# Formel National Argentina
Die Formel National Argentina (ehemals Formel Renault Argentina) ist eine nationale Formel-Meisterschaft in Argentinien, die 1980 gegründet wurde.

## Historie
Die Rennserie wurde ursprünglich 1963 als Formel 4-Meisterschaft ausgeschrieben. Da ab 1969 mehrheitlich Renault-Formelrennwagen zum Einsatz kamen, wurde die Serie 1980 in Formel Renault Argentinien umbenannt.
Seit Mitte der 1990er Jahr sponsert Renault Sport die Serie. Gleichzeitig wurde eine Unterteilung in die Klassen Formel Renault Elf und Formel Super Renault eingeführt. In der Formel Renault Elf wurden Tulio-Crespi-Chassis mit 1,6-Liter-Motoren und in der Formel Super Renault Formel-3-Chassis und 2,2-Liter-Motoren eingesetzt.
2007 wurde die Formel Renault Elf in die Formel Renault 1.6 umbenannt. Mit der Namensänderung gab es auch einen Wechsel der verwendeten Formel-Chassis. Die Tulio-Crespi-Chassis wurden durch Tito-Chassis, die bis heute in der Serie verwendet werden, ersetzt.
Mit dem Einsatz von 2,0-Liter-Motoren, anstelle der 1,6-Liter-Motoren, änderte man 2010 den Namen in Formel Renault 2.0.

### Reglement
Die Formel Renault Argentina wird seit 1990 von Renault Sport organisiert und unterliegt dem sportlichen und technischen Reglement der Automobile Sports Commission des Argentine Automobile Club (CDA).
Alle gemeldeten Fahrer müssen mindestens 15 Jahre alt sein und sich auf den ersten beiden Plätzen von nationalen oder internationalen Kartmeisterschaften platziert haben, um in der Serie starten zu dürfen. Fahrer, die älter als 22 Jahre sind, oder bereits zweimal die Formel Renault-2.0-Meisterschaft gewonnen haben, sind nicht zugelassen.
Für jedes beendete Rennen erhalten klassifizierte Fahrer Punkte, die in der Meisterschaftswertung gezählt werden.
Alle Fahrer setzen technisch übereinstimmende Rennwagen ein, die für die jeweilige Rennsaison freigegeben sind. Die Fahrzeuge sind von der Marke Tito Modell Tito 02 und entsprechen den technischen Reglements der CDA.
Die Sicherheitsausstattung im Rennwagen und die Fahrerschutzkleidung müssen der FIA Homologation entsprechen und zugelassen sein.

### Austragungsorte und Rennablauf
Die Formel Renault Argentina teilt sich den Rennkalender der Super TC 2000. Sie umfasst mehrere Veranstaltungen (2021 zehn), von denen einige auf eine Mindestanzahl (2021 sechs) gestrichen werden können.
Die Rennen finden auf argentinischen Rennstrecken statt und werden an Wochenenden ausgetragen. Die Anzahl der Läufe an einem Wochenende variiert zwischen einem und drei Läufen.

## Punktesystem
In der Gesamtwertung werden an die ersten 15 klassifizierten Fahrer Punkte in folgender Anzahl vergeben:
| Platz  | 1. | 2. | 3. | 4. | 5. | 6. | 7. | 8. | 9. | 10. | 11. | 12. | 13. | 14. | 15. |
| Punkte | 25 | 20 | 17 | 15 | 13 | 11 | 9  | 8  | 7  | 6   | 5   | 4   | 3   | 2   | 1   |

Für die schnellste Runde in einem Rennen werden dem Fahrer jeweils 5 Punkte in der Meisterschaft gutgeschrieben.

## Fahrzeuge
In der Meisterschaft werden einheitliche Formel-Rennwagen auf Basis des Tito-02-Chassis eingesetzt. Die Fahrzeuge dürfen während der Veranstaltung das Mindestgewicht von 618 kg nicht unterschreiten.
Im Fahrzeug ist ein 2,0-Liter-Motor von Renault, der allen Teams gestellt wird. Der Motor mit den Anbauteilen und dem Motorsteuergerät sind versiegelt und so vor Manipulation gesichert. Es ist ein Fünfganggetriebe eingebaut.
Die Rennwagen haben eine Bremsanlage ohne ABS. Die Einheitsreifen sind von der Marke Pirelli und werden den Teams ebenfalls zur Verfügung gestellt.

## Ergebnisse
In den bislang ausgetragenen Meisterschaften gewannen folgende Fahrer den Titel:
| Jahr | Meisterschaftsname       | Sieger                  |
| ---- | ------------------------ | ----------------------- |
| 1980 | Formel Renault Argentina | Víctor Rosso            |
| 1981 | Formel Renault Argentina | Carlos Lauricella       |
| 1982 | Formel Renault Argentina | Roberto Urretavizcaya   |
| 1983 | Formel Renault Argentina | Néstor Gurini           |
| 1984 | Formel Renault Argentina | Néstor Gurini           |
| 1985 | Formel Renault Argentina | Miguel Angel Etchegaray |
| 1986 | Formel Renault Argentina | Gabriel Furlán          |
| 1987 | Formel Renault Argentina | Daniel Neviani          |
| 1988 | Formel Renault Argentina | Luis Belloso            |
| 1989 | Formel Renault Argentina | Sergio Carlos Solmi     |
| 1990 | Formel Renault Argentina | Omar Martinez           |
| 1991 | Formel Renault Argentina | Omar Martinez           |
| 1992 | Formel Renault Argentina | Norberto Della Santina  |
| 1993 | Formel Renault Argentina | Juan Manuel Silva       |
| 1994 | Formel Renault Argentina | Guillermo Di Giacinti   |
| 1995 | Formel Renault Argentina | Brian Smith             |
| 1996 | Formel Renault Argentina | Martín Basso            |
| 1997 | Formel Renault Argentina | Mauro Fartuszek         |
| 1998 | Formel Renault Argentina | Gabriel Ponce de León   |
| 1999 | Formel Renault Argentina | Mariano Acebal          |
| 2000 | Formel Renault Argentina | Esteban Guerrieri       |
| 2001 | Formel Renault Argentina | Rafael Morgenstern      |
| 2002 | Formel Renault Argentina | Rafael Morgenstern      |
| 2003 | Formel Renault Argentina | Maximiliano Merlino     |
| 2004 | Formel Renault Argentina | Ezequiel Bosio          |
| 2005 | Formel Renault Argentina | Lucas Benamo            |
| 2006 | Formel Renault Argentina | Mariano Werner          |

| Jahr    | Meisterschaftsname | Sieger              |
| ------- | ------------------ | ------------------- |
| 2007    | Formel Renault 1.6 | Mariano Werner      |
| 2008    | Formel Renault 1.6 | Guido Falaschi      |
| 2009    | Formel Renault 1.6 | Facundo Ardusso     |
| 2010    | Formel Renault 2.0 | Nicolás Trosset     |
| 2011    | Formel Renault 2.0 | Rodrigo Rogani      |
| 2012    | Formel Renault 2.0 | Carlos Javier Merlo |
| 2013    | Formel Renault 2.0 | Julián Santero      |
| 2014    | Formel Renault 2.0 | Manuel Mallo        |
| 2015    | Formel Renault 2.0 | Martín Moggia       |
| 2016    | Formel Renault 2.0 | Rudy Bundziak       |
| 2017    | Formel Renault 2.0 | Hernán Satler       |
| 2018    | Formel Renault 2.0 | Lucas Vicino        |
| 2019    | Formel Renault 2.0 | Guido Moggia        |
| 2020–21 | Formel Renault 2.0 | Jorge Barrio        |
| 2021    | Formel Renault 2.0 | Jorge Barrio        |
| 2022    | Formel National    | Tiago Pernía        |
| 2023    | Formel National    |                     |